# Административно-территориальное деление Псковской области

## Административно-территориальное устройство
Псковская область согласно областному Закону «Об административно-территориальном устройстве Псковской области» от 5 февраля 2009 года № 833-ОЗ делится на 2 города областного значения и 24 района. В соответствии с уставом Псковской области, помимо административных округов (городов Псков и Великие Луки) и административных районов, регион также включает административные поселения и входящие в их состав населённые пункты. Административный центр (столица) области — город Псков.

## Муниципальное устройство
В рамках муниципального устройства, в границах административно-территориальных единиц области образованы муниципальные образования верхнего уровня: 2 городских округа и 24 муниципальных района. Последние согласно областному закону «Об установлении границ и статусе вновь образуемых муниципальных образований на территории Псковской области» от 28 февраля 2005 года № 420-ОЗ с последующими поправками по состоянию на 1 января 2016 года включают следующие количества и статусы муниципальных образований низового уровня: 85 сельских поселений (в основном волостей) и 25 городских поселений (охватывающих все посёлки городского типа (кроме пгт Красный Луч, включённый в сельское поселение Полистовское) и все города, кроме не входящих в районы отдельных городских округов Псков и Великие Луки); помимо этого, выделяется 1 межселенная территория (Залитских островов) без статуса муниципального образования, напрямую подчиняющаяся Псковскому муниципальному району.
По состоянию на 1 января 2009 года в области были следующие количества и статусы муниципальных образований: 185 сельских поселений (волостей) и 26 городских поселений (охватывающих все пгт и города, кроме двух отдельных городских округов Псков и Великие Луки), а также 1 межселенная территория (Залитских (Талабских) островов) без статуса муниципального образования.
Согласно новым редакциям закона Псковской области № 420-ОЗ от 28 февраля 2005 года и последовавшим правкам к нему (Закон Псковской области № 984-ОЗ от 3 июня 2010 года О внесении изменений в Закон Псковской области «Об установлении границ и статусе вновь образуемых муниципальных образований на территории Псковской области» и Закон Псковской области «О преобразовании муниципальных образований Псковской области» и Закон Псковской области № 1042-ОЗ от 31 декабря 2010 года О внесении изменений в отдельные Законы Псковской области в связи с преобразованием муниципальных образований) в 24 районах области находятся следующие количества и статусы муниципальных образований: 156 сельских поселений (волостей) и 25 городских поселений (посёлки городского типа и города, кроме не входящих в районы отдельных городских округов Псков и Великие Луки и бывшего городского поселения Красный Луч, включённого в качестве посёлка в состав сельского поселения Полистовское), а также 1 межселенная территория (Залитских (Талабских) островов).
Согласно новым поправкам, по Закону Псковской области от 29 декабря 2015 года № 1618-ОЗ «О внесении изменений в отдельные законодательные акты Псковской области в связи с преобразованием муниципальных образований» количество сельских поселений в Псковской области сократилось с 156 до 85.

## Районы и городские округа
Районы, которым соответствуют муниципальные районы, и города областного значения (административные округа), которым соответствуют городские округа:
| №         | Название                                      | Флаг | Герб | Площадь, км² | Население, чел. | Админ. центр         | Население центра, чел. |
| --------- | --------------------------------------------- | ---- | ---- | ------------ | --------------- | -------------------- | ---------------------- |
| 1e-06     | Районы (муниципальные районы)                 |      |      |              |                 |                      |                        |
| 1         | Бежаницкий район                              |      |      | 3535,3       | ↘10 091         | рп Бежаницы          | ↗3731                  |
| 2         | Великолукский район                           |      |      | 2960,2       | ↘19 465         | город Великие Луки   |                        |
| 3         | Гдовский район                                |      |      | 3391,4       | ↘8832           | город Гдов           | ↘3194                  |
| 4         | Дедовичский район                             |      |      | 2188,1       | ↘11 661         | рп Дедовичи          | ↘6922                  |
| 5         | Дновский район                                |      |      | 1193,8       | ↘10 696         | город Дно            | ↗7850                  |
| 6         | Красногородский район                         |      |      | 1320,4       | ↘6366           | рп Красногородск     | ↗3521                  |
| 7         | Куньинский район                              |      |      | 2621,4       | ↘7497           | рп Кунья             | ↗2902                  |
| 8         | Невельский район                              |      |      | 2689,9       | ↘20 868         | город Невель         | ↘13 980                |
| 9         | Новосокольнический район                      |      |      | 1616,0       | ↘11 644         | город Новосокольники | ↘6895                  |
| 10        | Островский район                              |      |      | 2435,56      | ↘26 776         | город Остров         | ↗20 923                |
| 11        | Палкинский район                              |      |      | 1191,2       | ↘7371           | рп Палкино           | ↗2870                  |
| 12        | Печорский район                               |      |      | 1251,0       | ↘18 602         | город Печоры         | ↘9808                  |
| 13        | Плюсский район                                |      |      | 2767,4       | ↘6386           | рп Плюсса            | ↘2424                  |
| 14        | Порховский район                              |      |      | 3175,6       | ↘15 536         | город Порхов         | ↘7309                  |
| 15        | Псковский район                               |      |      | 3622,0       | ↗43 061         | город Псков          |                        |
| 16        | Пустошкинский район                           |      |      | 1873,8       | ↘7404           | город Пустошка       | ↗4070                  |
| 17        | Пушкиногорский район                          |      |      | 1059,2       | ↘7278           | рп Пушкинские Горы   | ↘4373                  |
| 18        | Пыталовский район                             |      |      | 1111,1       | ↘9603           | город Пыталово       | ↘5263                  |
| 19        | Себежский район                               |      |      | 3071,8       | ↘18 606         | город Себеж          | ↗6246                  |
| 20        | Усвятский район                               |      |      | 1106,0       | ↘4747           | рп Усвяты            | ↗2671                  |
| 20.000002 | Муниципальные округа                          |      |      |              |                 |                      |                        |
| 21        | Локнянский                                    |      |      | 2412,4       | ↘7595           | рп Локня             | ↗3541                  |
| 22        | Новоржевский                                  |      |      | 1682,0       | ↘7785           | город Новоржев       | ↗3222                  |
| 23        | Опочецкий                                     |      |      | 2028,9       | ↘15 063         | город Опочка         | ↗9928                  |
| 24        | Струго-Красненский                            |      |      | 3090,1       | ↘9758           | рп Струги Красные    | ↗4871                  |
| 24.000003 | Города областного значения (городские округа) |      |      |              |                 |                      |                        |
| 25        | город Псков                                   |      |      | 95,6         | ↘185 486        | город Псков          | ↘185 486               |
| 26        | город Великие Луки                            |      |      | 60,1         | ↘84 655         | город Великие Луки   | ↘84 655                |
| 26.000004 |                                               |      |      |              |                 |                      |                        |
| 26.000005 | ПСКОВСКАЯ ОБЛАСТЬ                             |      |      | 55399,5      | ↘574 480        |                      |                        |

## Городские населённые пункты
В Псковской области 14 городов и 14 посёлков городского типа.	
| Название города / пгт | Население, чел., 09.X.2002 | Население, чел., 14.X.2010 |
| --------------------- | -------------------------- | -------------------------- |
| г. Псков              | 202780                     | 203279                     |
| г. Великие Луки       | 104979                     | 98778                      |
| г. Остров             | 25078                      | 21668                      |
| г. Невель             | 18545                      | 16324                      |
| г. Опочка             | 13964                      | 11603                      |
| г. Печоры             | 13056                      | 11195                      |
| г. Порхов             | 12263                      | 10608                      |
| г. Дно                | 10049                      | 9061                       |
| пгт. Дедовичи         | 9881                       | 8798                       |
| пгт. Струги Красные   | 8762                       | 8447                       |
| г. Новосокольники     | 9757                       | 8119                       |
| г. Себеж              | 7198                       | 6375                       |
| г. Пыталово           | 6806                       | 5826                       |
| пгт. Пушкинские Горы  | 6089                       | 5222                       |
| пгт. Идрица           | 5780                       | 4988                       |
| г. Пустошка           | 5509                       | 4619                       |
| г. Гдов               | 5171                       | 4379                       |
| пгт. Бежаницы         | 4846                       | 4333                       |
| пгт. Локня            | 4898                       | 3872                       |
| пгт. Красногородск    | 4694                       | 3870                       |
| г. Новоржев           | 4125                       | 3695                       |
| пгт. Плюсса           | 3856                       | 3450                       |
| пгт. Кунья            | 3527                       | 3127                       |
| пгт. Усвяты           | 3148                       | 2961                       |
| пгт. Палкино          | 3201                       | 2924                       |
| пгт. Сосновый Бор     | 1860                       | 2877                       |
| пгт. Заплюсье         | 1393                       | 1096                       |
| пгт. Красный Луч      | 1494                       | 1020                       |

## Муниципальные образования Псковской области

### Бежаницкий район
| Район / городские и сельские поселения        | Статус              | Административный центр |
| --------------------------------------------- | ------------------- | ---------------------- |
| муниципальное образование «Бежаницкий район»  | муниципальный район | пгт Бежаницы           |
| муниципальное образование «Бежаницы»          | городское поселение | пгт Бежаницы           |
| муниципальное образование «Бежаницкое»        | сельское поселение  | пгт Бежаницы           |
| муниципальное образование «Лющикская волость» | сельское поселение  | деревня Лющик          |
| муниципальное образование «Полистовское»      | сельское поселение  | пгт Красный Луч        |
| муниципальное образование «Чихачёвское»       | сельское поселение  | село Ашево             |

Согласно Закону Псковской области от 6 ноября 2009 года № 918-ОЗ, сельские поселения Ашевская и Ново-Кузнецовская волости были объединены в сельское поселение Ашевское; Махновская и Дворицкая волости —  в сельское поселение Пореченское; городское поселение Красный Луч и сельское поселение Цевельская волость —  в сельское поселение Полистовское.
Согласно Закону Псковской области от 30 марта 2015 года № 1508-ОЗ сельские поселения Пореченское, Кудеверская и Бежаницкая волости были объединены в сельское поселение Бежаницкое; а сельские поселения Ашевское, Добрывичская и Чихачёвская волости — в сельское поселение Чихачёвское.

### Великолукский район
| Район / городские и сельские поселения             | Статус              | Административный центр |
| -------------------------------------------------- | ------------------- | ---------------------- |
| муниципальное образование «Великолукский район»    | муниципальный район | г. Великие Луки        |
| муниципальное образование «Лычёвская волость»      | сельское поселение  | деревня Лычёво         |
| муниципальное образование «Переслегинская волость» | сельское поселение  | деревня Переслегино    |
| муниципальное образование «Пореченская волость»    | сельское поселение  | деревня Купуй          |
| муниципальное образование «Шелковская волость»     | сельское поселение  | деревня Шелково        |

Согласно Закону Псковской области от 10 декабря 2014 года № 1465-ОЗ, Переслегинская и Горицкая волости были объединены в Переслегинскую волость; Лычёвская и Успенская волости — в Лычёвскую волость; Пореченская, Борковская и Купуйская волости — в Пореченскую волость; Шелковская, Черпесская, Марьинская и Букровская волости — в Шелковскую волость.

### Гдовский район
| Район / городские и сельские поселения           | Статус              | Административный центр |
| ------------------------------------------------ | ------------------- | ---------------------- |
| муниципальное образование «Гдовский район»       | муниципальный район | г. Гдов                |
| муниципальное образование «Гдов»                 | городское поселение | город Гдов             |
| муниципальное образование «Добручинская волость» | сельское поселение  | деревня Добручи        |
| муниципальное образование «Плесновская волость»  | сельское поселение  | деревня Плесна         |
| муниципальное образование «Полновская волость»   | сельское поселение  | село Ямм               |
| муниципальное образование «Самолвовская волость» | сельское поселение  | деревня Самолва        |
| Муниципальное образование «Спицинская волость»   | сельское поселение  | деревня Спицино        |
| муниципальное образование «Чернёвская волость»   | сельское поселение  | село Чернёво           |
| муниципальное образование «Юшкинская волость»    | сельское поселение  | деревня Юшкино         |

Согласно Закону Псковской области от 30 марта 2015 года № 1508-ОЗ Полновская и Первомайская волости были объединены в Полновскую волость.

### Дедовичский район
| Район / городские и сельские поселения           | Статус              | Административный центр |
| ------------------------------------------------ | ------------------- | ---------------------- |
| муниципальное образование «Дедовичский район»    | муниципальный район | пгт Дедовичи           |
| муниципальное образование «Дедовичи»             | городское поселение | пгт Дедовичи           |
| муниципальное образование «Вязьевская волость»   | сельское поселение  | деревня Погостище      |
| муниципальное образование «Пожеревицкая волость» | сельское поселение  | село Пожеревицы        |
| муниципальное образование «Шелонская волость»    | сельское поселение  | деревня Ясски          |

Согласно Закону Псковской области от 6 ноября 2009 года № 918-ОЗ, Пожеревицкая, Дубровская и Сорокинская волости были объединены в Пожеревицкую волость; Шелонская и Станковская — в Шелонскую волость; Вязьевская и Красногорская волости — в Вязьевскую волость; Дубишенская и Крутецкая волость — в Дубишенскую волость; Сосонская и Чернецовская волость — в Сосонскую волость.
Согласно Закону Псковской области от 30 марта 2015 года № 1508-ОЗ, Вязьевская и Сосонская волости были объединены в Вязьевскую волость, а Шелонская и Дубишенская — в Шелонскую волость.

### Дновский район
| Район / городские и сельские поселения         | Статус              | Административный центр |
| ---------------------------------------------- | ------------------- | ---------------------- |
| муниципальное образование «Дновский район»     | муниципальный район | г. Дно                 |
| муниципальное образование «Дно»                | городское поселение | г. Дно                 |
| муниципальное образование «Выскодская волость» | сельское поселение  | деревня Выскодь        |
| муниципальное образование «Искровская волость» | сельское поселение  | деревня Искра          |

Согласно Закону Псковской области от 30 марта 2015 года № 1508-ОЗ городское поселение Дно и сельское поселение Лукомская волость были объединены в городское поселение Дно; Выскодская и Моринская волости — в сельское поселение Выскодская волость; Искровская и Гавровская волости — в сельское поселение Искровская волость.

### Красногородский район
| Район / городские и сельские поселения              | Статус              | Административный центр |
| --------------------------------------------------- | ------------------- | ---------------------- |
| муниципальное образование «Красногородский район»   | муниципальный район | пгт Красногородск      |
| муниципальное образование «Красногородск»           | городское поселение | пгт Красногородск      |
| муниципальное образование «Красногородская волость» | сельское поселение  | пгт Красногородск      |
| муниципальное образование «Пограничная волость»     | сельское поселение  | деревня Покровское     |

Согласно Закону Псковской области от 6 ноября 2009 года № 918-ОЗ, Красногородская и Граинская волости были объединены в Красногородскую волость; Партизанская и Ильинская волости —  в Партизанскую волость; Пограничная и Покровская волости —  в Пограничную волость.
Согласно Закону Псковской области от 30 марта 2015 года № 1508-ОЗ, Красногородская и Партизанская волости были объединены в Красногородскую волость.

### Куньинский район
| Район / городские и сельские поселения          | Статус              | Административный центр |
| ----------------------------------------------- | ------------------- | ---------------------- |
| муниципальное образование «Куньинский район»    | муниципальный район | пгт Кунья              |
| муниципальное образование «Кунья»               | городское поселение | пгт Кунья              |
| муниципальное образование «Жижицкая волость»    | сельское поселение  | деревня Жижица         |
| муниципальное образование «Каськовская волость» | сельское поселение  | деревня Каськово       |
| муниципальное образование «Куньинская волость»  | сельское поселение  | пгт Кунья              |
| муниципальное образование «Пухновская волость»  | сельское поселение  | деревня Пухново        |

Согласно Закону Псковской области от 30 марта 2015 года № 1508-ОЗ Пухновская и Долговицкая волости были объединены в Пухновскую волость, а Боталовская, Ушицкая, Слепнёвская и Назимовская волости — в новообразованную Куньинскую волость.

### Локнянский район
| Район / городские и сельские поселения             | Статус              | Административный центр  |
| -------------------------------------------------- | ------------------- | ----------------------- |
| муниципальное образование «Локнянский район»       | муниципальный район | пгт Локня               |
| муниципальное образование «Локня»                  | городское поселение | пгт Локня               |
| муниципальное образование «Алексеевская волость»   | сельское поселение  | деревня Крестилово      |
| муниципальное образование «Михайловская волость»   | сельское поселение  | деревня Михайлов Погост |
| муниципальное образование «Подберезинская волость» | сельское поселение  | село Подберезье         |
| муниципальное образование «Самолуковская волость»  | сельское поселение  | деревня Башово          |

Согласно Закону Псковской области от 30 марта 2015 года № 1508-ОЗ Михайловская, Локнянская и Миритиницкая волости были объединены в Михайловскую волость; а Самолуковская и Алексеевская волости — в Самолуковскую волость.

### Невельский район
| Район / городские и сельские поселения             | Статус              | Административный центр |
| -------------------------------------------------- | ------------------- | ---------------------- |
| муниципальное образование «Невельский район»       | муниципальный район | г. Невель              |
| муниципальное образование «Невель»                 | городское поселение | город Невель           |
| муниципальное образование «Артёмовская волость»    | сельское поселение  | деревня Борки          |
| муниципальное образование «Ивановская волость»     | сельское поселение  | город Невель           |
| муниципальное образование «Плисская волость»       | сельское поселение  | город Невель           |
| муниципальное образование «Туричинская волость»    | сельское поселение  | деревня Новохованск    |
| муниципальное образование «Усть-Долысская волость» | сельское поселение  | деревня Усть-Долыссы   |

Согласно Закону Псковской области от 30 марта 2015 года № 1508-ОЗ Артёмовская, Лобковская и Леховская волости были объединены в Артёмовскую волость; Ивановская и Голубоозерская волость — в Ивановскую волость; Туричинская и Новохованская волости — в Туричинскую волость; Усть-Долысская и Трехалёвская волости — в Усть-Долысскую волость.

### Новоржевский район
| Район / городские и сельские поселения           | Статус              | Административный центр |
| ------------------------------------------------ | ------------------- | ---------------------- |
| муниципальное образование «Новоржевский район»   | муниципальный район | г. Новоржев            |
| муниципальное образование «Новоржев»             | городское поселение | город Новоржев         |
| муниципальное образование «Вехнянская волость»   | сельское поселение  | деревня Орша           |
| муниципальное образование «Выборская волость»    | сельское поселение  | деревня Выбор          |
| муниципальное образование «Новоржевская волость» | сельское поселение  | город Новоржев         |

Согласно Закону Псковской области от 30 марта 2015 года № 1508-ОЗ Барутская, Макаровская и Жадрицкая волости были объединены в новообразованную Новоржевской волости; Вехнянская и Оршанская волости — Вехнянскую волость; Выборская, Вескинская и Стехновская волости — в Выборскую волость.

### Новосокольнический район
| Район / городские и сельские поселения               | Статус              | Административный центр |
| ---------------------------------------------------- | ------------------- | ---------------------- |
| муниципальное образование «Новосокольнический район» | муниципальный район | г. Новосокольники      |
| муниципальное образование «Новосокольники»           | городское поселение | город Новосокольники   |
| муниципальное образование «Вязовская волость»        | сельское поселение  | деревня Вяз            |
| муниципальное образование «Маевская волость»         | сельское поселение  | деревня Маево          |
| муниципальное образование «Насвинская волость»       | сельское поселение  | деревня Насва          |
| муниципальное образование «Пригородная волость»      | сельское поселение  | город Новосокольники   |

Согласно Закону Псковской области от 30 марта 2015 года № 1508-ОЗ Бологовская, Новосокольническая, Окнийская и Первомайская волости были объединены в новообразованную Пригородную волость; Маевская и Руновская волость — в Маевскую волость; Насвинская и Горожанская волости — в Насвинскую волость.

### Опочецкий район
| Район / городские и сельские поселения           | Статус              | Административный центр |
| ------------------------------------------------ | ------------------- | ---------------------- |
| муниципальное образование «Опочецкий район»      | муниципальный район | г. Опочка              |
| муниципальное образование «Опочка»               | городское поселение | г. Опочка              |
| муниципальное образование «Болгатовская волость» | сельское поселение  | деревня Лаптево        |
| муниципальное образование «Варыгинская волость»  | сельское поселение  | деревня Варыгино       |
| муниципальное образование «Глубоковская волость» | сельское поселение  | деревня Звоны          |
| муниципальное образование «Пригородная волость»  | сельское поселение  | г. Опочка              |

Законом Псковской области от 6 ноября 2009 года № 918-ОЗ, муниципальные образования «Болгатовская волость» и «Духновская волость» были объединены в «Болгатовскую волость».
Согласно Закону Псковской области от 30 марта 2015 года № 1508-ОЗ Варыгинская и Матюшкинская волости были объединены в Варыгинскую волость; Пригородная и Макушинская волости — в Пригородную волость; Глубоковская и Звонская волости — в Глубоковскую волость.

### Островский район
| Район / городские и сельские поселения           | Статус              | Административный центр |
| ------------------------------------------------ | ------------------- | ---------------------- |
| муниципальное образование «Островский район»     | муниципальный район | г. Остров              |
| муниципальное образование «Остров»               | городское поселение | г. Остров              |
| муниципальное образование «Бережанская волость»  | сельское поселение  | город Остров           |
| Муниципальное образование «Воронцовская волость» | сельское поселение  | село Воронцово         |
| Муниципальное образование «Горайская волость»    | сельское поселение  | село Крюки             |
| муниципальное образование «Островской волость»   | сельское поселение  | город Остров           |

Законом Псковской области от 6 ноября 2009 года № 918-ОЗ, были объединены муниципальные образования: «Горайская волость» и «Синерецкая волость» в «Горайскую волость»; «Бережанская волость» и «Рубиловская волость» в «Бережанскую волость»
Согласно Закону Псковской области от 30 марта 2015 года № 1508-ОЗ Городищенская и Волковская волости были объединены в новообразованную Островскую волость; а Воронцовская и Шиковская волость — в Воронцовскую волость.

### Палкинский район
| Район / городские и сельские поселения             | Статус              | Административный центр |
| -------------------------------------------------- | ------------------- | ---------------------- |
| муниципальное образование «Палкинский район»       | муниципальный район | пгт Палкино            |
| муниципальное образование «Палкино»                | городское поселение | пгт Палкино            |
| муниципальное образование «Качановская волость»    | сельское поселение  | село Качаново          |
| муниципальное образование «Новоуситовская волость» | сельское поселение  | деревня Новая Уситва   |
| муниципальное образование «Палкинская волость»     | сельское поселение  | пгт Палкино            |
| муниципальное образование «Черская волость»        | сельское поселение  | сдеревня Вернявино     |

Согласно Закону Псковской области от 30 марта 2015 года № 1508-ОЗ Качановская и Родовская волости были объединены в Качановскую волость; Палкинская и Васильевская волости — в Палкинскую волость.

### Печорский район
| Район / городские и сельские поселения            | Статус              | Административный центр |
| ------------------------------------------------- | ------------------- | ---------------------- |
| муниципальное образование «Печорский район»       | муниципальный район | г. Печоры              |
| муниципальное образование «Печоры»                | городское поселение | город Печоры           |
| муниципальное образование «Круппская волость»     | сельское поселение  | деревня Крупп          |
| муниципальное образование «Лавровская волость»    | сельское поселение  | село Лавры             |
| муниципальное образование «Новоизборская волость» | сельское поселение  | деревня Новый Изборск  |

Согласно Закону Псковской области от 30 марта 2015 года № 1508-ОЗ городское поселение Печоры, сельские поселения Изборская волость и Паниковская волость были объединены в городское поселение Печоры; а сельские поселения Круппская и Кулейская волости — в сельское поселение Круппская волость.

### Плюсский район
| Район / городские и сельские поселения      | Статус              | Административный центр |
| ------------------------------------------- | ------------------- | ---------------------- |
| муниципальное образование «Плюсский район»  | муниципальный район | пгт Плюсса             |
| муниципальное образование «Заплюсье»        | городское поселение | пгт Заплюсье           |
| муниципальное образование «Плюсса»          | городское поселение | пгт Плюсса             |
| муниципальное образование «Лядская волость» | сельское поселение  | село Ляды              |

Согласно Закону Псковской области от 30 марта 2015 года № 1508-ОЗ городское поселение Плюсса и сельское поселение Плюсская волость были объединены в городское поселение Плюсса; а городское поселение Заплюсье и сельское поселение Запольская волость — в городское поселение Заплюсье.

### Порховский район
| Район / городские и сельские поселения             | Статус              | Административный центр |
| -------------------------------------------------- | ------------------- | ---------------------- |
| муниципальное образование «Порховский район»       | муниципальный район | г. Порхов              |
| муниципальное образование «Порхов»                 | городское поселение | город Порхов           |
| муниципальное образование «Верхнемостская волость» | сельское поселение  | село Верхний Мост      |
| муниципальное образование «Дубровенская волость»   | сельское поселение  | деревня Боровичи       |
| муниципальное образование «Полонская волость»      | сельское поселение  | деревня Попадинка      |
| муниципальное образование «Славковская волость»    | сельское поселение  | село Славковичи        |

Согласно Закону Псковской области от 30 марта 2015 года № 1508-ОЗ Дубровенская и Павская волости были объединены в Дубровенскую волость; Полонская, Красноармейская и Логовинская волости — в Полонскую волость; Славковская, Верхнемостская и Туготинская волости — в Славковскую волость.

### Псковский район
| Район / городские и сельские поселения и территории    | Статус                 | Административный центр            |
| ------------------------------------------------------ | ---------------------- | --------------------------------- |
| муниципальное образование «Псковский район»            | муниципальный район    | г. Псков                          |
| муниципальное образование «Ершовская волость»          | сельское поселение     | деревня Ершово                    |
| муниципальное образование «Завеличенская волость»      | сельское поселение     | деревня Родина                    |
| муниципальное образование «Карамышевская волость»      | сельское поселение     | село Карамышево                   |
| муниципальное образование «Краснопрудская волость»     | сельское поселение     | деревня Кирово                    |
| муниципальное образование «Логозовская волость»        | сельское поселение     | деревня Неёлово-2                 |
| муниципальное образование «Писковичская волость»       | сельское поселение     | деревня Писковичи                 |
| муниципальное образование «Серёдкинская волость»       | сельское поселение     | село Серёдка                      |
| муниципальное образование «Торошинская волость»        | сельское поселение     | деревня Торошино                  |
| муниципальное образование «Тямшанская волость»         | сельское поселение     | деревня Тямша                     |
| муниципальное образование «Ядровская волость»          | сельское поселение     | деревня Черёха                    |
| межселенная территория — территория Залитских островов | межселенная территория | деревня Остров-Залит\ город Псков |

### Пустошкинский район
| Район / городские и сельские поселения           | Статус              | Административный центр |
| ------------------------------------------------ | ------------------- | ---------------------- |
| муниципальное образование «Пустошкинский район»  | муниципальный район | г. Пустошка            |
| муниципальное образование «Пустошка»             | городское поселение | город Пустошка         |
| муниципальное образование «Алольская волость»    | сельское поселение  | деревня Алоль          |
| муниципальное образование «Гультяевская волость» | сельское поселение  | деревня Гультяи        |
| муниципальное образование «Забельская волость»   | сельское поселение  | деревня Забелье        |
| муниципальное образование «Пригородная волость»  | сельское поселение  | деревня Долосцы        |
| муниципальное образование «Щукинская волость»    | сельское поселение  | деревня Щукино         |

### Пушкиногорский район
| Район / городские и сельские поселения           | Статус              | Административный центр |
| ------------------------------------------------ | ------------------- | ---------------------- |
| муниципальное образование «Пушкиногорский район» | муниципальный район | пгт Пушкинские Горы    |
| муниципальное образование «Пушкиногорье»         | городское поселение | пгт Пушкинские Горы    |
| муниципальное образование «Велейская волость»    | сельское поселение  | село Велье             |

Согласно Закону Псковской области от 30 марта 2015 года № 1508-ОЗ Велейская, Новгородкинская и Полянская волости были объединены в Велейскую волость.

### Пыталовский район
| Район / городские и сельские поселения         | Статус              | Административный центр |
| ---------------------------------------------- | ------------------- | ---------------------- |
| муниципальное образование «Пыталовский район»  | муниципальный район | город Пыталово         |
| муниципальное образование «Пыталово»           | городское поселение | город Пыталово         |
| муниципальное образование «Гавровская волость» | сельское поселение  | деревня Гавры          |
| муниципальное образование «Линовская волость»  | сельское поселение  | деревня Линово         |
| муниципальное образование «Утроинская волость» | сельское поселение  | посёлок Белорусский    |

Согласно Закону Псковской области от 30 марта 2015 года № 1508-ОЗ Линовская и Носовская волости были объединены в Линовскую волость; Утроинская и Тулинская волости — в Утроинскую волость; Гавровская, Вышгородская и Скадинская волости — в Гавровскую волость.

### Себежский район
| Район / городские и сельские поселения              | Статус              | Административный центр |
| --------------------------------------------------- | ------------------- | ---------------------- |
| муниципальное образование «Себежский район»         | муниципальный район | г. Себеж               |
| муниципальное образование «Себеж»                   | городское поселение | город Себеж            |
| муниципальное образование «Идрица»                  | городское поселение | пгт Идрица             |
| муниципальное образование «Сосновый Бор»            | городское поселение | пгт Сосновый Бор       |
| муниципальное образование «Красноармейская волость» | сельское поселение  | деревня Исаково        |
| муниципальное образование «Себежское»               | сельское поселение  | город Себеж            |

Согласно Закону Псковской области от 30 марта 2015 года № 1508-ОЗ городское поселение Идрица, сельские поселения Бояриновская волость, Красная волость, Максютинская волость и Мостищенская волость были объединены в городское поселение Идрица.

### Струго-Красненский район
| Район / городские и сельские поселения               | Статус              | Административный центр |
| ---------------------------------------------------- | ------------------- | ---------------------- |
| муниципальное образование «Струго-Красненский район» | муниципальный район | пгт Струги Красные     |
| муниципальное образование «Струги Красные»           | городское поселение | пгт Струги Красные     |
| муниципальное образование «Марьинская волость»       | сельское поселение  | деревня Марьино        |
| муниципальное образование «Новосельская волость»     | сельское поселение  | село Новоселье         |

Согласно Закону Псковской области от 30 марта 2015 года № 1508-ОЗ Новосельская, Хрединская и Цапельская волости были объединены в Новосельскую волость; а Марьинская и Сиковицкая — в Марьинскую волость.

### Усвятский район
| Район / городские и сельские поселения             | Статус              | Административный центр |
| -------------------------------------------------- | ------------------- | ---------------------- |
| муниципальное образование «Усвятский район»        | муниципальный район | пгт Усвяты             |
| муниципальное образование «Усвяты»                 | городское поселение | пгт Усвяты             |
| муниципальное образование «Усвятская волость»      | сельское поселение  | пгт Усвяты             |
| муниципальное образование «Церковищенская волость» | сельское поселение  | деревня Церковище      |

Согласно Закону Псковской области от 30 марта 2015 года № 1508-ОЗ Усвятская и Калошинская волость были объединены в Усвятскую волость.

### Псков
| Городской округ                         | Статус          | Административный центр |
| --------------------------------------- | --------------- | ---------------------- |
| муниципальное образование «Город Псков» | городской округ | город Псков            |

### Великие Луки
| Городской округ                                | Статус          | Административный центр |
| ---------------------------------------------- | --------------- | ---------------------- |
| муниципальное образование «Город Великие Луки» | городской округ | город Великие Луки     |

### Общие сведения
Общие статистические сведения по муниципальным образованиям Псковской области
| муниципальное образование                              | площадь км² | плотность населения чел./км² | население всего 01.I. 2020 чел. | население городское, чел. | %       | население сельское, чел. | %       |
| ------------------------------------------------------ | ----------- | ---------------------------- | ------------------------------- | ------------------------- | ------- | ------------------------ | ------- |
| Псковская область                                      | 55399,0     | 11,3                         | 626115                          | 443751                    | 70,87%  | 182364                   | 29,13%  |
| Городской округ город Псков                            | 95,6        | 2200,2                       | 210340                          | 210340                    | 100,00% |                          | 0,00%   |
| г. Псков                                               | 95,6        | 2200,2                       | 210340                          | 210340                    | 100,00% |                          | 0,00%   |
| Городской округ город Великие Луки                     | 57,0        | 1595,1                       | 90922                           | 90922                     | 100,00% |                          | 0,00%   |
| г. Великие Луки                                        | 57,0        | 1595,1                       | 90922                           | 90922                     | 100,00% |                          | 0,00%   |
| Бежаницкий район                                       | 3535,3      | 2,7                          | 9482                            | 4016                      | 42,35%  | 5466                     | 57,65%  |
| городское поселение Бежаницы                           | 14,1        | 233,9                        | 3298                            | 3298                      | 100,00% |                          | 0,00%   |
| пгт Бежаницы                                           |             |                              | 3298                            | 3298                      | 100,00% |                          | 0,00%   |
| сельское поселение Бежаницкое                          | 1170,1      | 1,6                          | 1842                            |                           | 0,00%   | 1842                     | 100,00% |
| сельское поселение Лющикская волость                   | 340,1       | 3,0                          | 1022                            |                           | 0,00%   | 1022                     | 100,00% |
| сельское поселение Полистовское                        | 1012,0      | 1,2                          | 1176                            | 718                       | 61,05%  | 458                      | 38,95%  |
| пгт Красный Луч                                        |             |                              | 718                             | 718                       | 100,00% |                          | 0,00%   |
| сельское поселение Чихачёвское                         | 999,0       | 2,1                          | 2144                            |                           | 0,00%   | 2144                     | 100,00% |
| Великолукский район                                    | 2960,2      | 6,9                          | 20488                           |                           | 0,00%   | 20488                    | 100,00% |
| сельское поселение Лычевская волость                   | 447,0       | 13,4                         | 6002                            |                           | 0,00%   | 6002                     | 100,00% |
| сельское поселение Переслегинская волость              | 486,3       | 10,9                         | 5280                            |                           | 0,00%   | 5280                     | 100,00% |
| сельское поселение Пореченская волость                 | 928,2       | 3,7                          | 3409                            |                           | 0,00%   | 3409                     | 100,00% |
| сельское поселение Шелковская волость                  | 1098,7      | 5,3                          | 5797                            |                           | 0,00%   | 5797                     | 100,00% |
| Гдовский район                                         | 3391,4      | 3,5                          | 11760                           | 3257                      | 27,70%  | 8503                     | 72,30%  |
| городское поселение Гдов                               | 329,8       |                              | 5222                            | 3257                      | 62,37%  | 1965                     | 37,63%  |
| г. Гдов                                                |             |                              | 3257                            | 3257                      | 100,00% |                          | 0,00%   |
| сельское поселение Добручинская волость                | 302,4       | 5,8                          | 1748                            |                           | 0,00%   | 1748                     | 100,00% |
| сельское поселение Плесновская волость                 | 502,3       | 0,4                          | 181                             |                           | 0,00%   | 181                      | 100,00% |
| сельское поселение Полновская волость                  | 947,1       | 1,8                          | 1674                            |                           | 0,00%   | 1674                     | 100,00% |
| сельское поселение Самолвовская волость                | 363,7       | 1,4                          | 522                             |                           | 0,00%   | 522                      | 100,00% |
| сельское поселение Спицинская волость                  | 265,6       | 4,1                          | 1090                            |                           | 0,00%   | 1090                     | 100,00% |
| сельское поселение Чернёвская волость                  | 412,2       | 1,5                          | 599                             |                           | 0,00%   | 599                      | 100,00% |
| сельское поселение Юшкинская волость                   | 268,3       | 2,7                          | 724                             |                           | 0,00%   | 724                      | 100,00% |
| Дедовичский район                                      | 2188,1      | 5,2                          | 11436                           | 7076                      | 61,87%  | 4360                     | 38,13%  |
| городское поселение Дедовичи                           | 19,0        | 372,4                        | 7076                            | 7076                      | 100,00% |                          | 0,00%   |
| пгт Дедовичи                                           |             |                              | 7076                            | 7076                      | 100,00% |                          | 0,00%   |
| сельское поселение Вязьевская волость                  | 608,0       | 3,1                          | 1857                            |                           | 0,00%   | 1857                     | 100,00% |
| сельское поселение Пожеревицкая волость                | 824,2       | 1,5                          | 1240                            |                           | 0,00%   | 1240                     | 100,00% |
| сельское поселение Шелонская волость                   | 736,9       | 1,7                          | 1263                            |                           | 0,00%   | 1263                     | 100,00% |
| Дновский район                                         | 1193,9      | 9,0                          | 10771                           | 7381                      | 68,53%  | 3390                     | 31,47%  |
| городское поселение Дно                                | 293,0       | 27,9                         | 8162                            | 7381                      | 90,43%  | 781                      | 9,57%   |
| г. Дно                                                 |             |                              | 7381                            | 7381                      | 100,00% |                          | 0,00%   |
| сельское поселение Выскодская волость                  | 426,2       | 3,2                          | 1351                            |                           | 0,00%   | 1351                     | 100,00% |
| сельское поселение Искровская волость                  | 474,3       | 2,7                          | 1258                            |                           | 0,00%   | 1258                     | 100,00% |
| Красногородский район                                  | 1320,4      | 5,0                          | 6546                            | 3507                      | 53,57%  | 3039                     | 46,43%  |
| городское поселение Красногородск                      | 8,3         | 422,5                        | 3507                            | 3507                      | 100,00% |                          | 0,00%   |
| пгт Красногородск                                      |             |                              | 3507                            | 3507                      | 100,00% |                          | 0,00%   |
| сельское поселение Красногородская волость             | 668,6       | 3,5                          | 2346                            |                           | 0,00%   | 2346                     | 100,00% |
| сельское поселение Пограничная волость                 | 643,5       | 1,1                          | 693                             |                           | 0,00%   | 693                      | 100,00% |
| Куньинский район                                       | 2621,1      | 3,3                          | 8611                            | 2667                      | 30,97%  | 5944                     | 69,03%  |
| городское поселение Кунья                              | 17,6        | 151,5                        | 2667                            | 2667                      | 100,00% |                          | 0,00%   |
| пгт Кунья                                              |             |                              | 2667                            | 2667                      | 100,00% |                          | 0,00%   |
| сельское поселение Жижицкая волость                    | 409,1       | 2,9                          | 1193                            |                           | 0,00%   | 1193                     | 100,00% |
| сельское поселение Каськовская волость                 | 370,1       | 1,8                          | 673                             |                           | 0,00%   | 673                      | 100,00% |
| сельское поселение Куньинская волость                  | 1044,4      | 2,7                          | 2849                            |                           | 0,00%   | 2849                     | 100,00% |
| сельское поселение Пухновская волость                  | 780,0       | 1,6                          | 1229                            |                           | 0,00%   | 1229                     | 100,00% |
| Локнянский район                                       | 2412,4      | 3,1                          | 7597                            | 3208                      | 42,23%  | 4389                     | 57,77%  |
| городское поселение Локня                              | 7,3         | 439,5                        | 3208                            | 3208                      | 100,00% |                          | 0,00%   |
| пгт Локня                                              |             |                              | 3208                            | 3208                      | 100,00% |                          | 0,00%   |
| сельское поселение Михайловская волость                | 963,9       | 2,2                          | 2117                            |                           | 0,00%   | 2117                     | 100,00% |
| сельское поселение Подберезинская волость              | 760,8       | 1,1                          | 806                             |                           | 0,00%   | 806                      | 100,00% |
| сельское поселение Самолуковская волость               | 680,4       | 2,2                          | 1466                            |                           | 0,00%   | 1466                     | 100,00% |
| Невельский район                                       | 2689,9      | 8,5                          | 22757                           | 14481                     | 63,63%  | 8276                     | 36,37%  |
| городское поселение Невель                             | 23,4        | 618,8                        | 14481                           | 14481                     | 100,00% |                          | 0,00%   |
| г. Невель                                              |             |                              | 14481                           | 14481                     | 100,00% |                          | 0,00%   |
| сельское поселение Артемовская волость                 | 545,4       | 3,8                          | 2098                            |                           | 0,00%   | 2098                     | 100,00% |
| сельское поселение Ивановская волость                  | 400,9       | 4,8                          | 1935                            |                           | 0,00%   | 1935                     | 100,00% |
| сельское поселение Плисская волость                    | 592,2       | 2,4                          | 1419                            |                           | 0,00%   | 1419                     | 100,00% |
| сельское поселение Туричинская волость                 | 595,4       | 2,1                          | 1254                            |                           | 0,00%   | 1254                     | 100,00% |
| сельское поселение Усть-Долысская волость              | 532,6       | 2,9                          | 1570                            |                           | 0,00%   | 1570                     | 100,00% |
| Новоржевский район                                     | 1682,0      | 4,6                          | 7670                            | 3107                      | 40,51%  | 4563                     | 59,49%  |
| городское поселение Новоржев                           | 8,6         | 361,3                        | 3107                            | 3107                      | 100,00% |                          | 0,00%   |
| г. Новоржев                                            |             |                              | 3107                            | 3107                      | 100,00% |                          | 0,00%   |
| сельское поселение Вехнянская волость                  | 323,0       | 4,8                          | 1548                            |                           | 0,00%   | 1548                     | 100,00% |
| сельское поселение Выборская волость                   | 721,0       | 2,1                          | 1520                            |                           | 0,00%   | 1520                     | 100,00% |
| сельское поселение Новоржевская волость                | 629,4       | 2,4                          | 1495                            |                           | 0,00%   | 1495                     | 100,00% |
| Новосокольнический район                               | 1616,0      | 7,6                          | 12283                           | 7003                      | 57,01%  | 5280                     | 42,99%  |
| городское поселение Новосокольники                     | 16,1        | 435,0                        | 7003                            | 7003                      | 100,00% |                          | 0,00%   |
| г. Новосокольники                                      |             |                              | 7003                            | 7003                      | 100,00% |                          | 0,00%   |
| сельское поселение Вязовская волость                   | 216,0       | 2,1                          | 445                             |                           | 0,00%   | 445                      | 100,00% |
| сельское поселение Маевская волость                    | 392,7       | 2,7                          | 1051                            |                           | 0,00%   | 1051                     | 100,00% |
| сельское поселение Насвинская волость                  | 366,8       | 3,9                          | 1419                            |                           | 0,00%   | 1419                     | 100,00% |
| сельское поселение Пригородная волость                 | 599,1       | 3,9                          | 2365                            |                           | 0,00%   | 2365                     | 100,00% |
| Опочецкий район                                        | 2028,9      | 7,6                          | 15495                           | 9494                      | 61,27%  | 6001                     | 38,73%  |
| городское поселение Опочка                             | 16,8        | 565,1                        | 9494                            | 9494                      | 100,00% |                          | 0,00%   |
| г. Опочка                                              |             |                              | 9494                            | 9494                      | 100,00% |                          | 0,00%   |
| сельское поселение Болгатовская волость                | 451,0       | 2,2                          | 976                             |                           | 0,00%   | 976                      | 100,00% |
| сельское поселение Варыгинская волость                 | 299,0       | 4,2                          | 1263                            |                           | 0,00%   | 1263                     | 100,00% |
| сельское поселение Глубоковская волость                | 737,1       | 2,1                          | 1554                            |                           | 0,00%   | 1554                     | 100,00% |
| сельское поселение Пригородная волость                 | 525,0       | 4,2                          | 2208                            |                           | 0,00%   | 2208                     | 100,00% |
| Островский район                                       | 2468,9      | 11,5                         | 28467                           | 20506                     | 72,03%  | 7961                     | 27,97%  |
| городское поселение Остров                             | 19,0        | 1079,3                       | 20506                           | 20506                     | 100,00% |                          | 0,00%   |
| г. Остров                                              |             |                              | 20506                           | 20506                     | 100,00% |                          | 0,00%   |
| сельское поселение Бережанская волость                 | 558,0       | 3,3                          | 1827                            |                           | 0,00%   | 1827                     | 100,00% |
| сельское поселение Воронцовская волость                | 764,7       | 1,7                          | 1336                            |                           | 0,00%   | 1336                     | 100,00% |
| сельское поселение Горайская волость                   | 437,0       | 6,5                          | 2856                            |                           | 0,00%   | 2856                     | 100,00% |
| сельское поселение Островская волость                  | 690,2       | 2,8                          | 1942                            |                           | 0,00%   | 1942                     | 100,00% |
| Палкинский район                                       | 1207,0      | 5,9                          | 7081                            | 2446                      | 34,54%  | 4635                     | 65,46%  |
| городское поселение Палкино                            | 3,1         | 789,0                        | 2446                            | 2446                      | 100,00% |                          | 0,00%   |
| пгт Палкино                                            |             |                              | 2446                            | 2446                      | 100,00% |                          | 0,00%   |
| сельское поселение Качановская волость                 | 394,4       | 2,9                          | 1148                            |                           | 0,00%   | 1148                     | 100,00% |
| сельское поселение Новоуситовская волость              | 238,8       | 3,6                          | 867                             |                           | 0,00%   | 867                      | 100,00% |
| сельское поселение Палкинская волость                  | 425,5       | 3,9                          | 1656                            |                           | 0,00%   | 1656                     | 100,00% |
| сельское поселение Черская волость                     | 145,2       | 6,6                          | 964                             |                           | 0,00%   | 964                      | 100,00% |
| Печорский район                                        | 1251,0      | 15,1                         | 18888                           | 9333                      | 49,41%  | 9555                     | 50,59%  |
| городское поселение Печоры                             | 549,3       | 23,3                         | 12804                           | 9333                      | 72,89%  | 3471                     | 27,11%  |
| г. Печоры                                              |             |                              | 9333                            | 9333                      | 100,00% |                          | 0,00%   |
| сельское поселение Круппская волость                   | 201,3       | 9,3                          | 1880                            |                           | 0,00%   | 1880                     | 100,00% |
| сельское поселение Лавровская волость                  | 365,0       | 6,1                          | 2231                            |                           | 0,00%   | 2231                     | 100,00% |
| сельское поселение Новоизборская волость               | 134,1       | 14,7                         | 1973                            |                           | 0,00%   | 1973                     | 100,00% |
| Плюсский район                                         | 2467,9      | 2,9                          | 7179                            | 3520                      | 49,03%  | 3659                     | 50,97%  |
| городское поселение Плюсса                             | 826,0       | 4,6                          | 3831                            | 2543                      | 66,38%  | 1288                     | 33,62%  |
| пгт Плюсса                                             |             |                              | 2543                            | 2543                      | 100,00% |                          | 0,00%   |
| городское поселение Заплюсье                           | 430,0       | 3,9                          | 1672                            | 977                       | 58,43%  | 695                      | 41,57%  |
| пгт Заплюсье                                           |             |                              | 977                             | 977                       | 100,00% |                          | 0,00%   |
| сельское поселение Лядская волость                     | 1211,9      | 1,4                          | 1676                            |                           | 0,00%   | 1676                     | 100,00% |
| Порховский район                                       | 3172,6      | 5,2                          | 16563                           | 8347                      | 50,40%  | 8216                     | 49,60%  |
| городское поселение Порхов                             | 28,4        | 293,9                        | 8347                            | 8347                      | 100,00% |                          | 0,00%   |
| г. Порхов                                              |             |                              | 8347                            | 8347                      | 100,00% |                          | 0,00%   |
| сельское поселение Дубровенская волость                | 893,0       | 2,0                          | 1748                            |                           | 0,00%   | 1748                     | 100,00% |
| сельское поселение Славковская волость                 | 1418,1      | 1,9                          | 2718                            |                           | 0,00%   | 2718                     | 100,00% |
| сельское поселение Полонская волость                   | 833,1       | 4,5                          | 3750                            |                           | 0,00%   | 3750                     | 100,00% |
| Псковский район                                        | 3622,0      | 11,7                         | 42364                           |                           | 0,00%   | 42364                    | 100,00% |
| сельское поселение Ершовская волость                   | 123,8       | 9,4                          | 1167                            |                           | 0,00%   | 1167                     | 100,00% |
| сельское поселение Завеличенская волость               | 55,5        | 215,7                        | 11970                           |                           | 0,00%   | 11970                    | 100,00% |
| сельское поселение Карамышевская волость               | 995,7       | 3,0                          | 2974                            |                           | 0,00%   | 2974                     | 100,00% |
| сельское поселение Краснопрудская волость              | 340,5       | 2,1                          | 708                             |                           | 0,00%   | 708                      | 100,00% |
| сельское поселение Логозовская волость                 | 72,8        | 42,6                         | 3099                            |                           | 0,00%   | 3099                     | 100,00% |
| сельское поселение Писковичская волость                | 108,3       | 58,5                         | 6335                            |                           | 0,00%   | 6335                     | 100,00% |
| сельское поселение Середкинская волость                | 1060,3      | 4,2                          | 4486                            |                           | 0,00%   | 4486                     | 100,00% |
| сельское поселение Торошинская волость                 | 304,2       | 5,2                          | 1597                            |                           | 0,00%   | 1597                     | 100,00% |
| сельское поселение Тямшанская волость                  | 187,4       | 19,6                         | 3664                            |                           | 0,00%   | 3664                     | 100,00% |
| сельское поселение Ядровская волость                   | 261,5       | 23,8                         | 6217                            |                           | 0,00%   | 6217                     | 100,00% |
| межселенная территория — территория Залитских островов | 1,5         | 98,0                         | 147                             |                           | 0,00%   | 147                      | 100,00% |
| Пустошкинский район                                    | 1873,8      | 4,1                          | 7707                            | 3862                      | 50,11%  | 3845                     | 49,89%  |
| городское поселение Пустошка                           | 10,5        | 367,8                        | 3862                            | 3862                      | 100,00% |                          | 0,00%   |
| г. Пустошка                                            |             |                              | 3862                            | 3862                      | 100,00% |                          | 0,00%   |
| сельское поселение Алольская волость                   | 373,0       | 2,3                          | 845                             |                           | 0,00%   | 845                      | 100,00% |
| сельское поселение Гультяевская волость                | 288,3       | 2,3                          | 677                             |                           | 0,00%   | 677                      | 100,00% |
| сельское поселение Забельская волость                  | 311,9       | 2,0                          | 624                             |                           | 0,00%   | 624                      | 100,00% |
| сельское поселение Пригородная волость                 | 485,0       | 2,3                          | 1123                            |                           | 0,00%   | 1123                     | 100,00% |
| сельское поселение Щукинская волость                   | 405,2       | 1,4                          | 576                             |                           | 0,00%   | 576                      | 100,00% |
| Пушкиногорский район                                   | 1059,2      | 7,3                          | 7711                            | 4452                      | 57,74%  | 3259                     | 42,26%  |
| городское поселение Пушкиногорье                       | 308,0       | 20,2                         | 6220                            | 4452                      | 71,58%  | 1768                     | 28,42%  |
| пгт Пушкинские Горы                                    |             |                              | 4452                            | 4452                      | 100,00% |                          | 0,00%   |
| сельское поселение Велейская волость                   | 751,2       | 2,0                          | 1491                            |                           | 0,00%   | 1491                     | 100,00% |
| Пыталовский район                                      | 1111,1      | 9,5                          | 10566                           | 5354                      | 50,67%  | 5212                     | 49,33%  |
| городское поселение Пыталово                           | 7,7         | 695,3                        | 5354                            | 5354                      | 100,00% |                          | 0,00%   |
| г. Пыталово                                            |             |                              | 5354                            | 5354                      | 100,00% |                          | 0,00%   |
| сельское поселение Гавровская волость                  | 406,5       | 4,9                          | 1975                            |                           | 0,00%   | 1975                     | 100,00% |
| сельское поселение Утроинская волость                  | 185,2       | 9,1                          | 1682                            |                           | 0,00%   | 1682                     | 100,00% |
| сельское поселение Линовская волость                   | 253,6       | 6,1                          | 1555                            |                           | 0,00%   | 1555                     | 100,00% |
| Себежский район                                        | 3071,8      | 6,1                          | 18753                           | 12408                     | 66,17%  | 6345                     | 33,83%  |
| городское поселение Себеж                              | 279,3       | 25,5                         | 7134                            | 5301                      | 74,31%  | 1833                     | 25,69%  |
| г. Себеж                                               |             |                              | 5301                            | 5301                      | 100,00% |                          | 0,00%   |
| городское поселение Идрица                             | 557,6       | 11,1                         | 6203                            | 4472                      | 72,09%  | 1731                     | 27,91%  |
| пгт Идрица                                             |             |                              | 4472                            | 4472                      | 100,00% |                          | 0,00%   |
| городское поселение Сосновый Бор                       | 350,0       | 8,7                          | 3035                            | 2635                      | 86,82%  | 400                      | 13,18%  |
| пгт Сосновый Бор                                       |             |                              | 2635                            | 2635                      | 100,00% |                          | 0,00%   |
| сельское поселение Себежское                           | 1192,4      | 1,7                          | 2077                            |                           | 0,00%   | 2077                     | 100,00% |
| сельское поселение Красноармейская волость             | 122,3       | 2,5                          | 304                             |                           | 0,00%   | 304                      | 100,00% |
| Струго-Красненский район                               | 3090,1      | 3,2                          | 9820                            | 4487                      | 45,69%  | 5333                     | 54,31%  |
| городское поселение Струги Красные                     | 14,5        | 435,8                        | 6319                            | 4487                      | 71,01%  | 1832                     | 28,99%  |
| пгт Струги Красные                                     |             |                              | 4487                            | 4487                      | 100,00% |                          | 0,00%   |
| сельское поселение Марьинская волость                  | 1072,5      | 1,4                          | 1452                            |                           | 0,00%   | 1452                     | 100,00% |
| сельское поселение Новосельская волость                | 1582,6      | 1,3                          | 2049                            |                           | 0,00%   | 2049                     | 100,00% |
| Усвятский район                                        | 1106,0      | 4,4                          | 4858                            | 2577                      | 53,05%  | 2281                     | 46,95%  |
| городское поселение Усвяты                             | 20,4        | 126,3                        | 2577                            | 2577                      | 100,00% |                          | 0,00%   |
| пгт Усвяты                                             |             |                              | 2577                            | 2577                      | 100,00% |                          | 0,00%   |
| сельское поселение Усвятская волость                   | 730,6       | 2,0                          | 1447                            |                           | 0,00%   | 1447                     | 100,00% |
| сельское поселение Церковищенская волость              | 355,0       | 2,3                          | 834                             |                           | 0,00%   | 834                      | 100,00% |

## История административного деления Псковской области
Псковская область образована 23 августа 1944 года после выделения из состава Ленинградской области одновременно с образованием Великолукской области, выделенной из состава Калининской области (ныне Тверской области).
В современных границах Псковская область сформировалась в 1957 — 1958 гг. после объединения Псковской области и Великолукской области и разграничения с соседними Новгородской и Калининской (Тверской) областями.
Псковская область образца 1944 — 1957 гг. включала следующие районы:
Псковский, Серёдкинский и Карамышевский (на территории современного Псковского района);
Гдовский и Полновский (Яммский) (на территории современного Гдовского района);
Печорский (на части территории современного Печорского района);
Палкинский и Качановский (на территории современного Палкинского района и части территории современного Печорского района);
Островский и Сошихинский (Воронцовский) (на территории современного Островского района);
Пыталовский (на территории современного Пыталовского района);
Пушкиногорский (на территории современного Пушкиногорского района);
Новоржевский (на территории современного Новоржевского района);
Чихачёвский (Ашевский)(на части современного Бежаницкого района);
Дедовичский и Пожеревицкий (на территории современного Дедовичского района);
Дновский (на территории современного Дновского района);
Порховский, Славковский и Павский (на территории современного Порховского района и части современных Псковского и Стругокрасненского районов);
Стругокрасненский и Новосельский (на территории современного Стругокрасненского района);
Плюсский и Лядский (на территории современного Плюсского района).
Великолукская область к 2 октября 1957 г. включала следующие районы:
Бежаницкий и Кудеверский (части современных Бежаницкого, Опочецкого и Новосокольнического районов);
Великолукский и Пореченский (часть современного Великолукского района);
Красногородский (современный Красногородский район);
Куньинский и Усмынский (Прихабский) (современный Куньинский район);
Локнянский и Подберезинский (современный Локнянский район);
Невельский и Усть-Долысский (современный Невельский район и часть Пустошкинского района);
Новосокольнический (современный Новосокольнический район);
Опочецкий (основная часть современного Опочецкого района);
Пустошкинский (основная часть современного Пустошкинского района);
Себежский и Идрицкий (современный Себежский район);
Усвятский (современный Усвятский район);
Холмский (современный Холмский район Новгородской области);
Плоскошский (часть современного Торопецкого района Тверской области);
Бельский (современный Бельский район Тверской области);
Жарковский (современный Жарковский район Тверской области);
Ильинский (часть современного Западнодвинского района Тверской области);
Ленинский (Андреапольский район Тверской области);
Нелидовский (современный Нелидовский район Тверской области);
Октябрьский (Западнодвинский район Тверской области);
Пеновский (современный Пеновский район Тверской области);
Серёжинский (часть современного Андреапольского района Тверской области);
Торопецкий (современный Торопецкий район Тверской области).
2 октября 1957 года Великолукская область была ликвидирована и западная её половина была включена в состав Псковской области. Восточная часть упразднённой Великолукской области (Бельский, Жарковский, Ильинский, Ленинский, Нелидовский, Октябрьский, Пеновский, Серёжинский и Торопецкий районы) вошла в состав Калининской (ныне — Тверской) области.
В январе 1958 года в Псковской области путём укрупнения районов были ликвидированы следующие районы: Качановский (разделён между Печорским и Палкинским районами), Кудеверский (разделён между Бежаницким и Опочецким), Новосельский (передан Стругокрасненскому району), Подберезинский (передан Локнянскому району), Пожеревицкий (передан Дедовичскому району), Полновский с центром д. Ямм (передан Гдовскому району) и Серёдкинский (передан Псковскому району), в марте 1959 года — Пореченский (вошёл в состав Великолукского района) и Усть-Долысский (разделён между Невельским и Пустошкинским районами), а в октябре 1959 года — Идрицкий (передан Себежскому району) , Лядский (передан Плюсскому району), Павский (разделён между Порховским и Стругокрасненским районами), Пыталовский (разделён между Островским и Красногородским), Славковский (передан Порховскому), Сошихинский с центром д. Воронцово (передан Островскому району), Усвятский (передан Невельскому району) и Усмынский (передан Куньинскому району).
29 июля 1958 года Плоскошский район перечислен из Псковской области в состав Калининской области, а Холмский район — в состав Новгородской области.
В 1961 году упразднён Палкинский район, в 1963 году — Ашевский, Дедовичский, Карамышевский, Красногородский, Куньинский, Локнянский, Печорский, Плюсский, Пустошкинский и Пушкиногорский.
После отказа от деления областей страны на промышленные и большие сельские районы, уже через год после начала этой реформы, в марте 1964 года был восстановлен Печорский район, в январе 1965 года — Куньинский, Локнянский, Пустошкинский и Пыталовский, в ноябре 1965 года — Дедовичский и Плюсский, наконец, в декабре 1966 года — Красногородский, Палкинский, Пушкиногорский и Усвятский.
Таким образом, современные границы Псковской области были окончательно сформированы 29 июля 1958 года, а современное районное деление — 24 муниципальных района — в декабре 1966 года. Помимо этого, в области 2 города областного подчинения (городские округа Псков и Великие Луки), не входящие в одноимённые районы. С 1978 по 1996 год город Остров также обладал таким статусом, однако затем был включён в состав Островского района.